# Ralph Burns
Pour les articles homonymes, voir Burns.
Ralph Burns, né le 29 juin 1922 à Newton dans le Massachusetts et mort le 21 novembre 2001 à Los Angeles en Californie, est un pianiste de jazz, un compositeur, un orchestrateur et un arrangeur musical américain. 

## Filmographie

### Au cinéma
- 1972 : Cabaret de Bob Fosse
- 1974 : Piaf de Guy Casaril
- 1974 : Lenny de Bob Fosse
- 1975 : Les Aventuriers du Lucky Lady (Lucky Lady) de Stanley Donen
- 1977 : Drôle de séducteur (The World's Greatest Lover) de Gene Wilder[réf. nécessaire]
- 1977 : Le Grand frisson (High Anxiety) de Mel Brooks[réf. nécessaire]
- 1977 :  New York, New York de Martin Scorcese
- 1978 : Folie Folie (Movie Movie) de Stanley Donen
- 1979 : Que le spectacle commence (All That Jazz) de Bob Fosse
- 1980 : Urban Cowboy de James Bridges
- 1981 : Tout l'or du ciel (Pennies from Heaven) d'Herbert Ross
- 1982 : La Flambeuse de Las Vegas (Jinxed!) de Don Siegel
- 1982 : Où est passée mon idole ? (My Favorite Year) de Richard Benjamin
- 1982 : Kiss Me Goodbye de Robert Mulligan
- 1983 : Bonjour les vacances... (National Lampoon's Vacation), d'Harold Ramis
- 1983 : Star 80 de Bob Fosse
- 1984 : Les Muppets à Manhattan (The Muppets Take Manhattan) de Frank Oz
- 1985 : Moving Violations de Neal Israel
- 1985 : Perfect de James Bridges
- 1987 : In the Mood de Phil Alden Robinson
- 1989 : Bert Rigby, You're a Fool de Carl Reiner
- 1989 : Charlie (All Dogs Go to Heaven) de Don Bluth et Gary Goldman
- 1991 : La Famille Addams (The Addams Family) de Barry Sonnenfeld
- 1991 : Chienne de vie de Mel Brooks

### À la télévision
- 1980 : Baryshnikov On broadway de Dwight Hemion
- 1984 : Ernie Kovacs: Between the Laughter de Lamont Johnson (téléfilm)
- 1986 : Verdict (The Penalty Phase) de Tony Richardson
- 1987 : Rendez-moi mes enfants (After the Promise) de David Greene

## Prix et distinctions
- Oscar de la meilleure partition de chansons et adaptation musicale en 1973 pour Cabaret.
- Oscar de la meilleure partition de chansons et adaptation musicale en 1980 pour Que le spectacle commence (All That Jazz).
- David di Donatello de la meilleure bande originale étrangère en 1980 pour Folie Folie (Movie Movie).
- Nomination au Saturn Award de la meilleure musique en 1985 pour Les Muppets à Manhattan (The Muppets Take Manhattan).
- Tony Award de la meilleure orchestration en 1999 pour Fosse.
- Tony Award de la meilleure orchestration en 2002 pour Thoroughly Modern Millie.